# Anolis aliniger
Anolis aliniger (пахвовий кущовий аноліс) — вид ігуаноподібних ящірок родини анолісових (Dactyloidae). Ендемік острова Гаїті.

## Поширення і екологія
Пахвові кущові аноліси мешкають в горах острова Гаїті. Вони живуть в широколистяних лісах та на бананових плантаціях, на висоті від 900 до 1680 м над рівнем моря.